# San Pedro de los Milagros

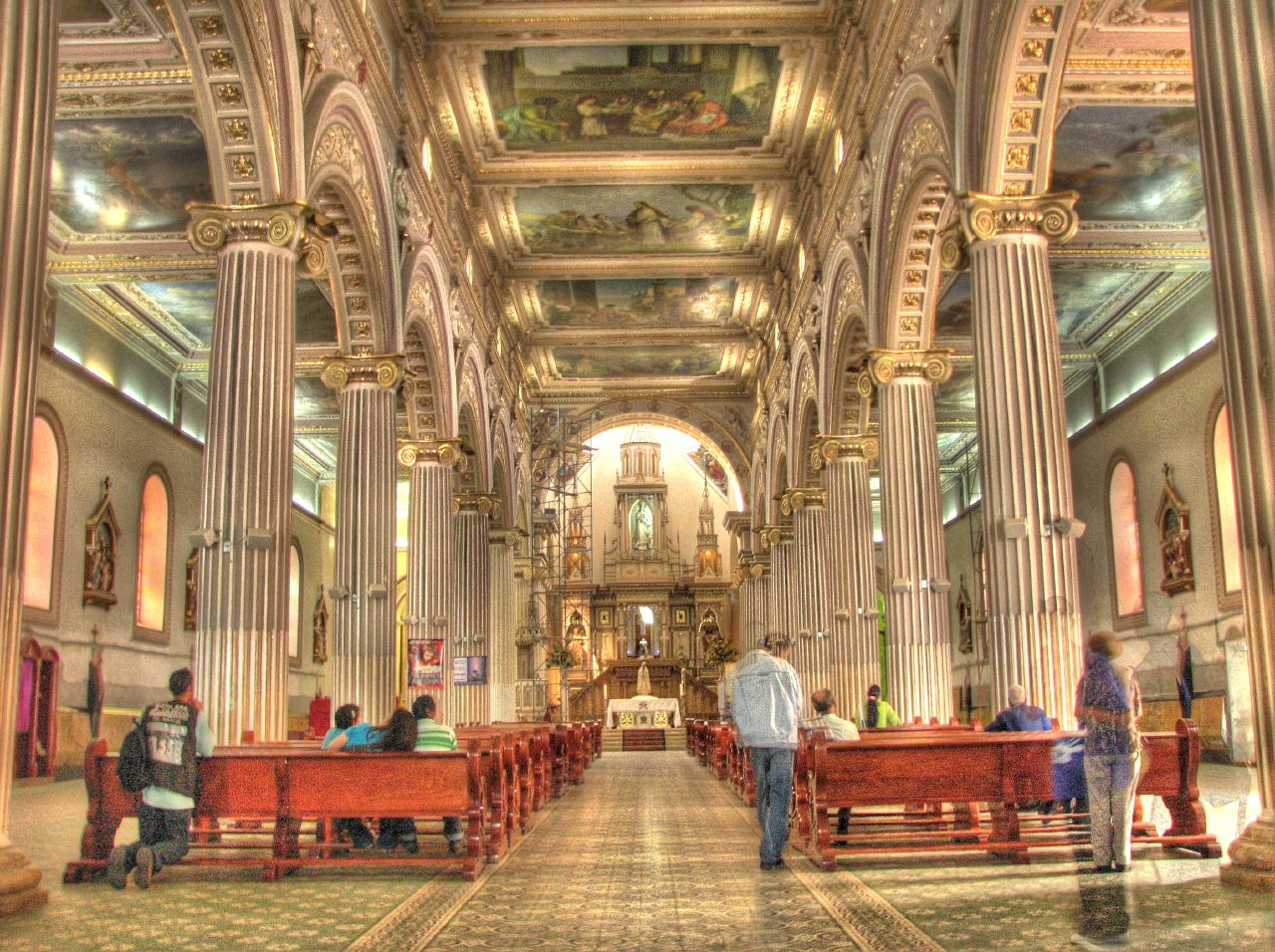
Interior da Basílica dos Senhor dos Milagres.

Bandeira de San Pedro de los Milagros.

Licalização de San Pedro de los Milagros, no departamento de Antioquia.

San Pedro de los Milagros é uma cidade e município da Colômbia, no departamento de Antioquia.